# Kochs Hof (Leipzig)

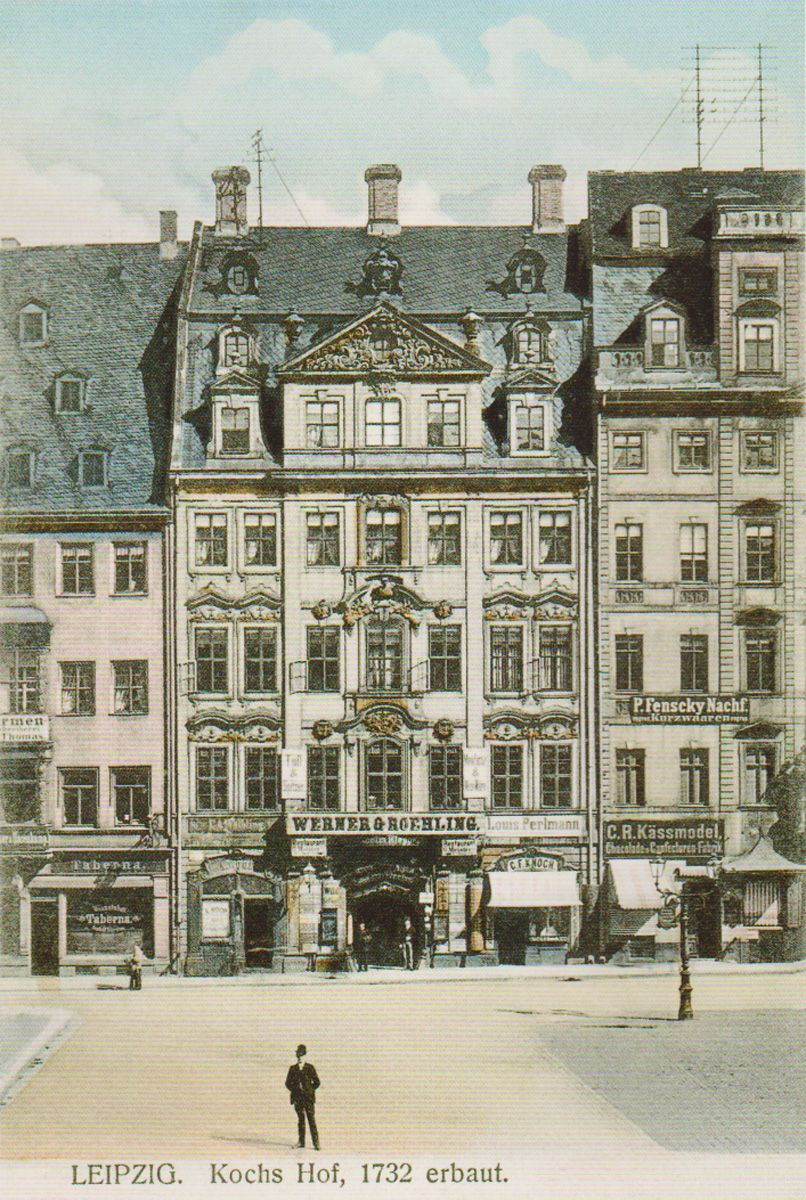
Marktseite von Kochs Hof (kolorierte Postkarte um 1900)

Kochs Hof war ein historischer Gebäudekomplex in Leipzig.

## Lage und Baubeschreibung
Kochs Hof erstreckte sich von der nordöstlichen Seite des Marktes (später Markt 3) über zwei Innenhöfe bis zur Reichsstraße (später Reichsstraße 15). Die Bauten zum Markt und zur Reichsstraße waren jeweils vierstöckig mit einem flachen Mittelrisalit und zwei beziehungsweise drei Etagen Dachgauben. Das Gebäude zum Markt wies sieben Fensterachsen auf, das zur Reichsstraße neun. Fassadenschmuck und Ausstattung der Anlage, auch nach den Höfen, waren prächtig.
Die durch einen Mittelbau getrennten Innenhöfe waren seitlich bebaut. Im Erdgeschoss dienten 25 Gewölbe dem Messehandel. Die Anlage war für Pferdegespanne ohne zu wenden durchfahrbar. In den Etagen des Mittelbaus befand sich die Wohnung der Familie und besaß unter anderem eine große, in zeitgenössischen Plänen als Galerie bezeichnete Dachterrasse mit Balustrade und Skulpturenschmuck.

## Geschichte
Kochs Hof entstand in den Jahren 1735 bis 1739, als sich der Bankier Michael Koch durch den Architekten George Werner (1682–1758) das größte und mit 133.000 Talern bis dahin teuerste der Leipziger Bürgerhäuser errichten ließ. Aufgrund mehrerer signierter Kupferstiche kann die Mitarbeit am Entwurf durch den Leipziger Architekten und Bauinspektor Johann Gottfried Schmiedlein (1695–1755) angenommen werden.  
Nach dem Tod Michael Kochs 1741 erbte seine Schwester Gertrud Sabina das Haus. Sie war die Ehefrau des 1717 in den Adelsstand und zum Edlen von Hohenthal erhobenen Leipziger Kaufmanns Peter Hohmann (1663–1732). 1749 gehörte das Gebäude dem ältesten Sohn des Paares, Peter Hohmann Edler von Hohenthal, der den Titel eines königlich-polnischen und kurfürstlich-sächsischen geheimen Kriegsrats trug. Dieser löste wahrscheinlich den Auftrag für die Ausschmückung des Gesellschaftsraums mit einer Wandbespannung an den Maler Benjamin Calau (1724–1785) aus. Dieser malte mit Ölfarben auf die Wandbespannung Stadt-, Park- und Kanallandschaften mit höfisch galanten Szenen vor klassischen Architekturen. Diese wurden nach 1900 von den Wänden abgenommen. Neun Teile davon sind im Stadtgeschichtlichen Museum Leipzig erhalten.
In Kochs Hof waren zahlreiche Unternehmen ansässig, oft für Jahrzehnte – so etwa das Handelsunternehmen der Gebrüder von der Becke mit den Brüdern Johann Heinrich von der Becke, Johann Reinhard von der Becke und Johann Friedrich von der Becke. Auch betrieb Friedrich Wilhelm Kuiper dort zusammen mit Gottfried Schnetger das Unternehmen Kuiper & Schnetger.
Kochs Hof wurde beim Bombenangriff vom 4. Dezember 1943 auf Leipzig zerstört. Anfang der 1960er-Jahre wurde zwischen Salzgäßchen und Sachsenplatz ein vierflügeliger Wohnkomplex errichtet, dessen Südflügel in etwa dem ehemaligen Verlauf von Kochs Hof entspricht, allerdings mit beidseitigen Einrückungen von der Straßenflucht.

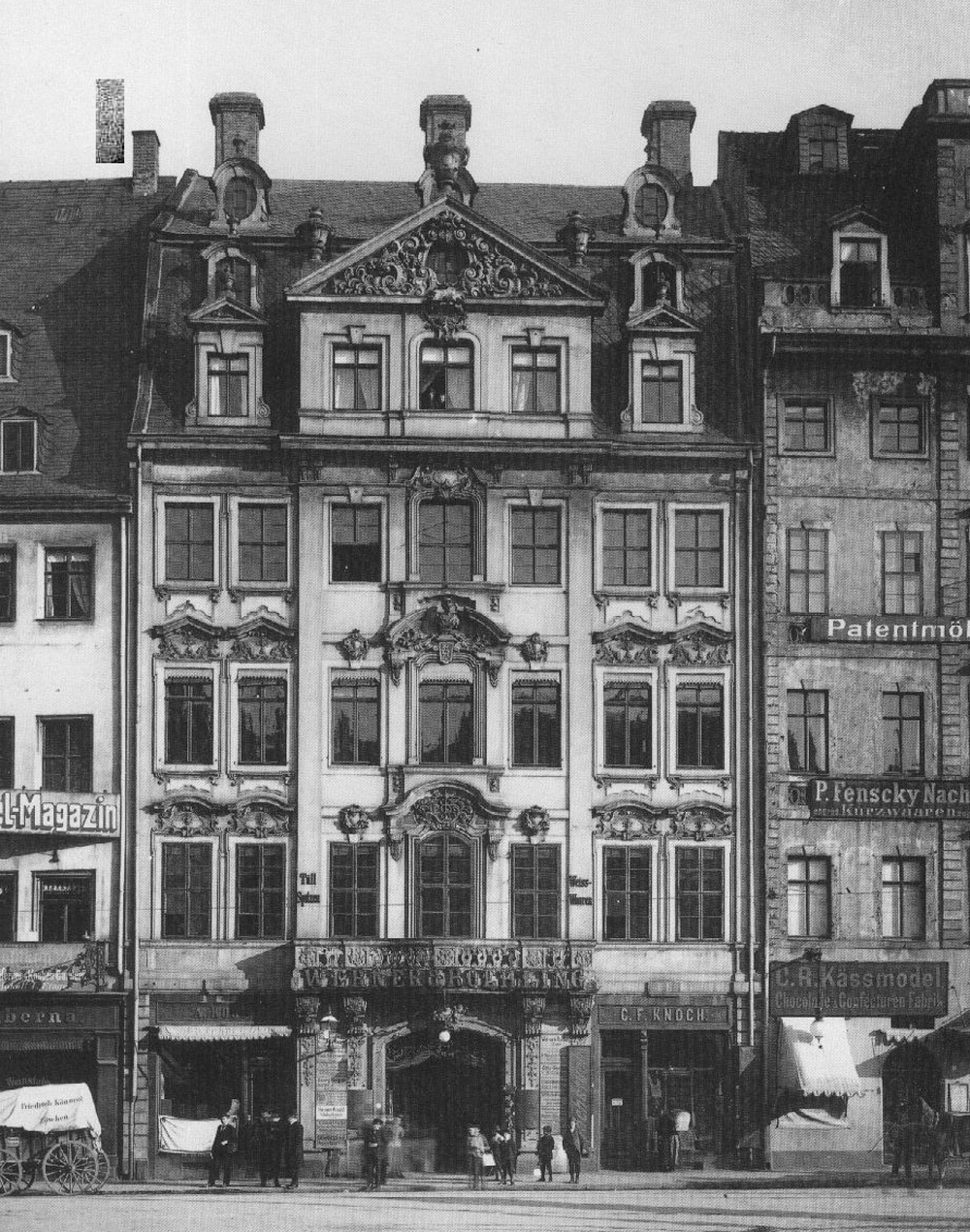
Marktseite um 1890
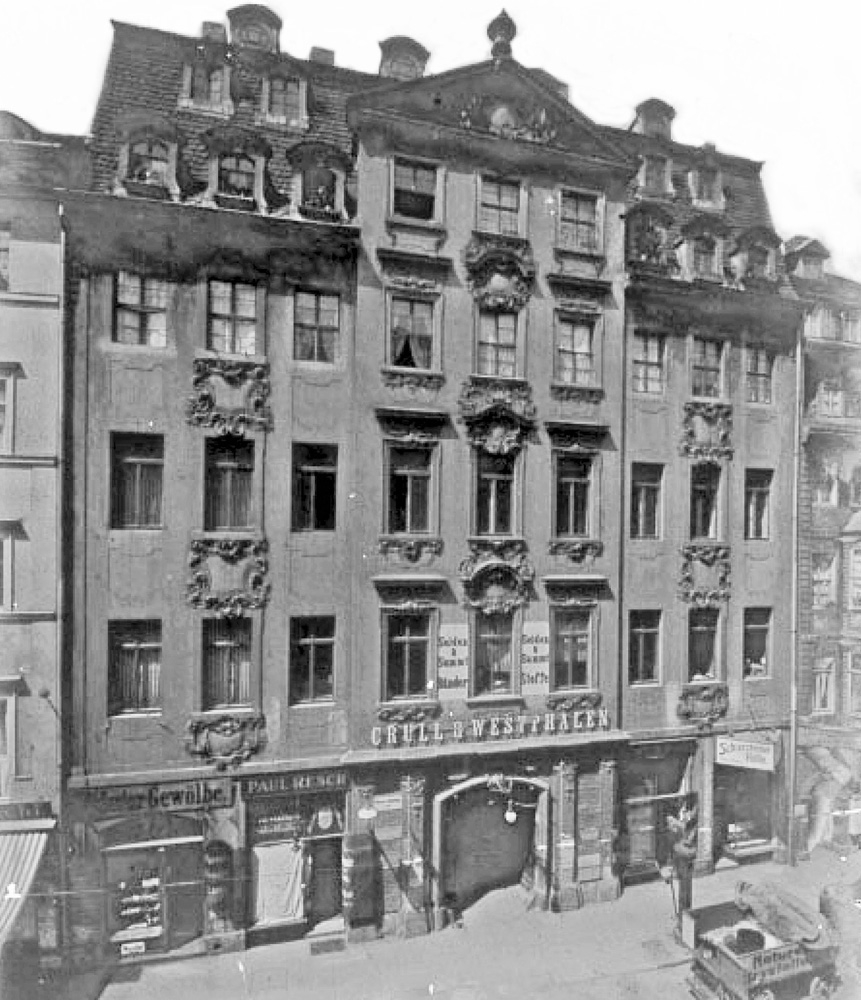
Reichsstraßenseite 1906
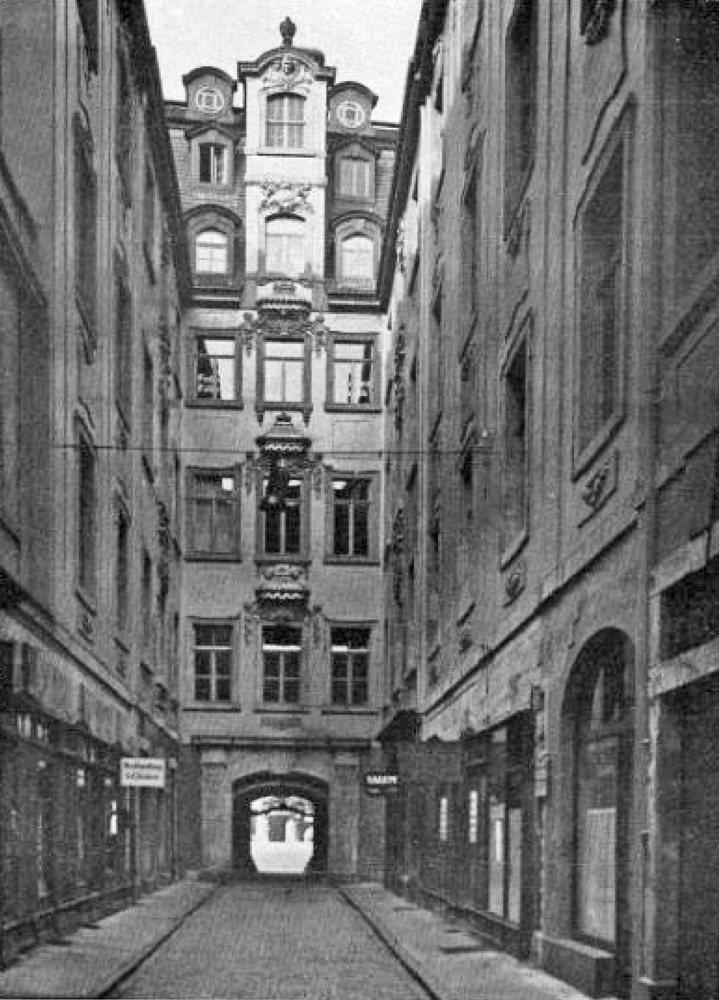
Hof zum Markt um 1930
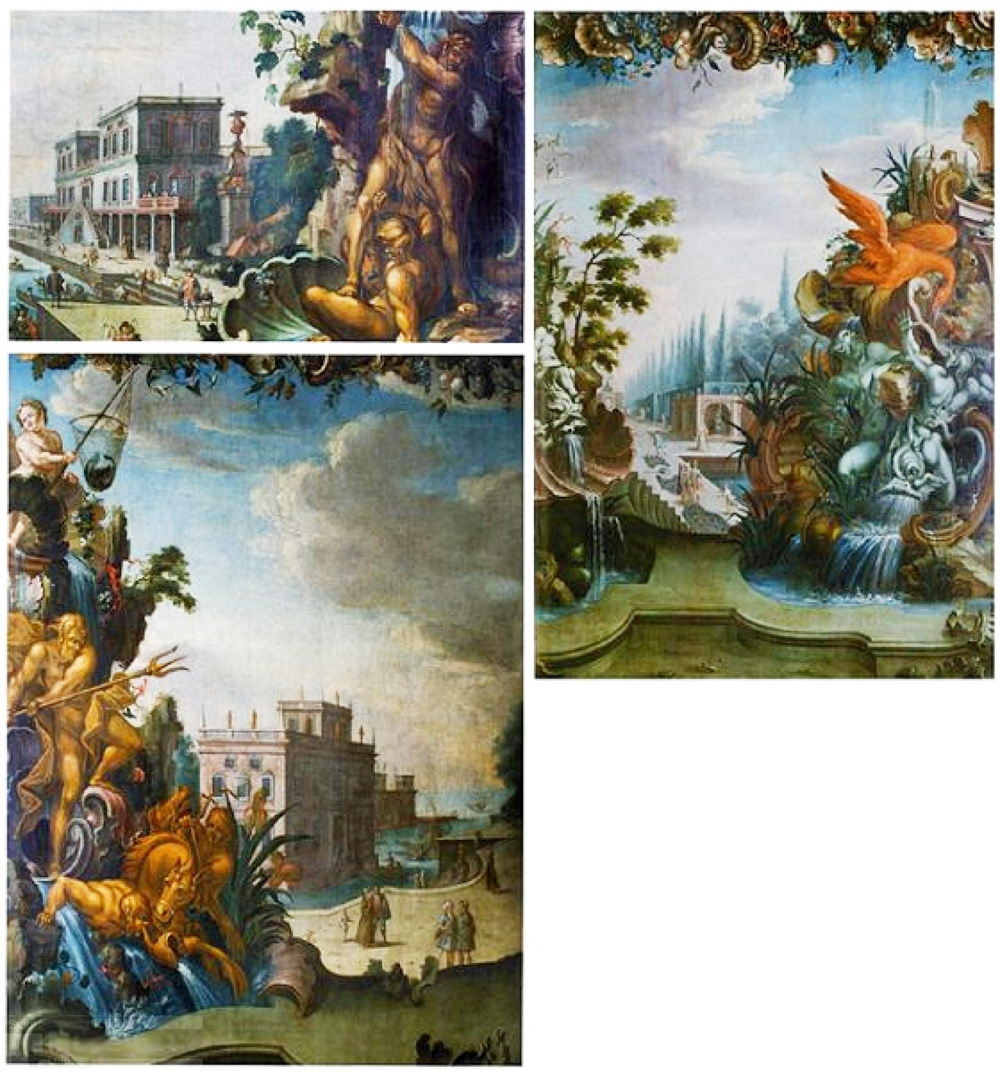
Erhaltene Ölfarbentapeten
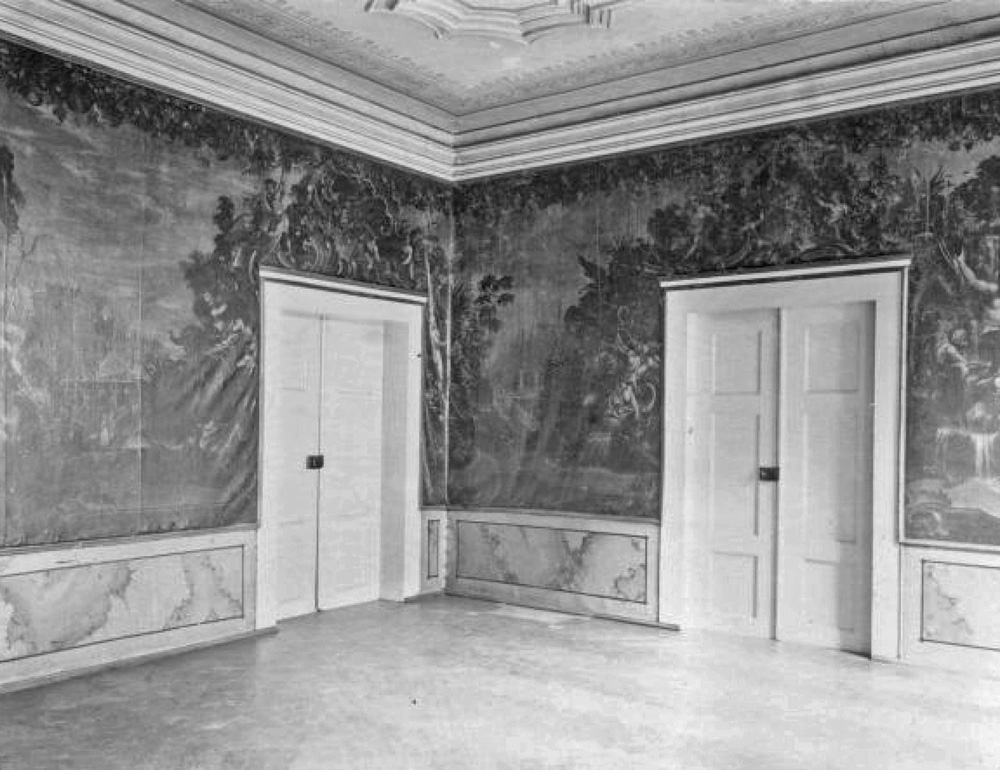
Vor der Tapetenabnahme
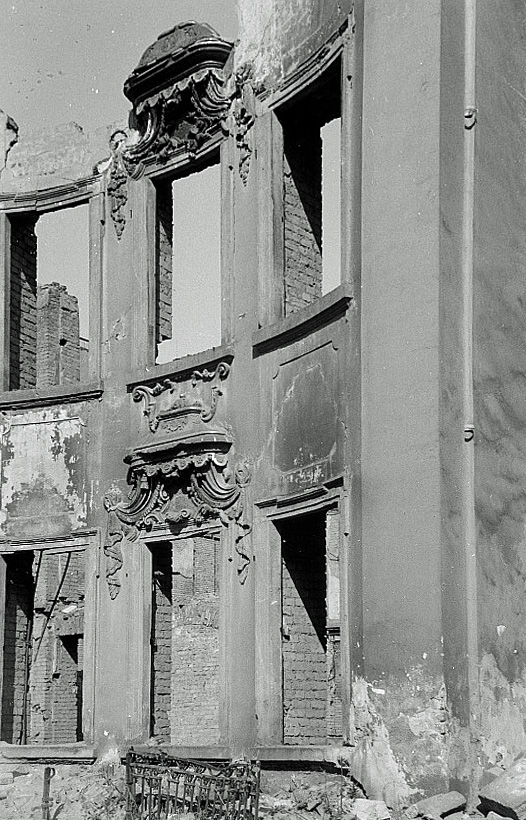
Ruine Hofseite 1948